# Beuschel

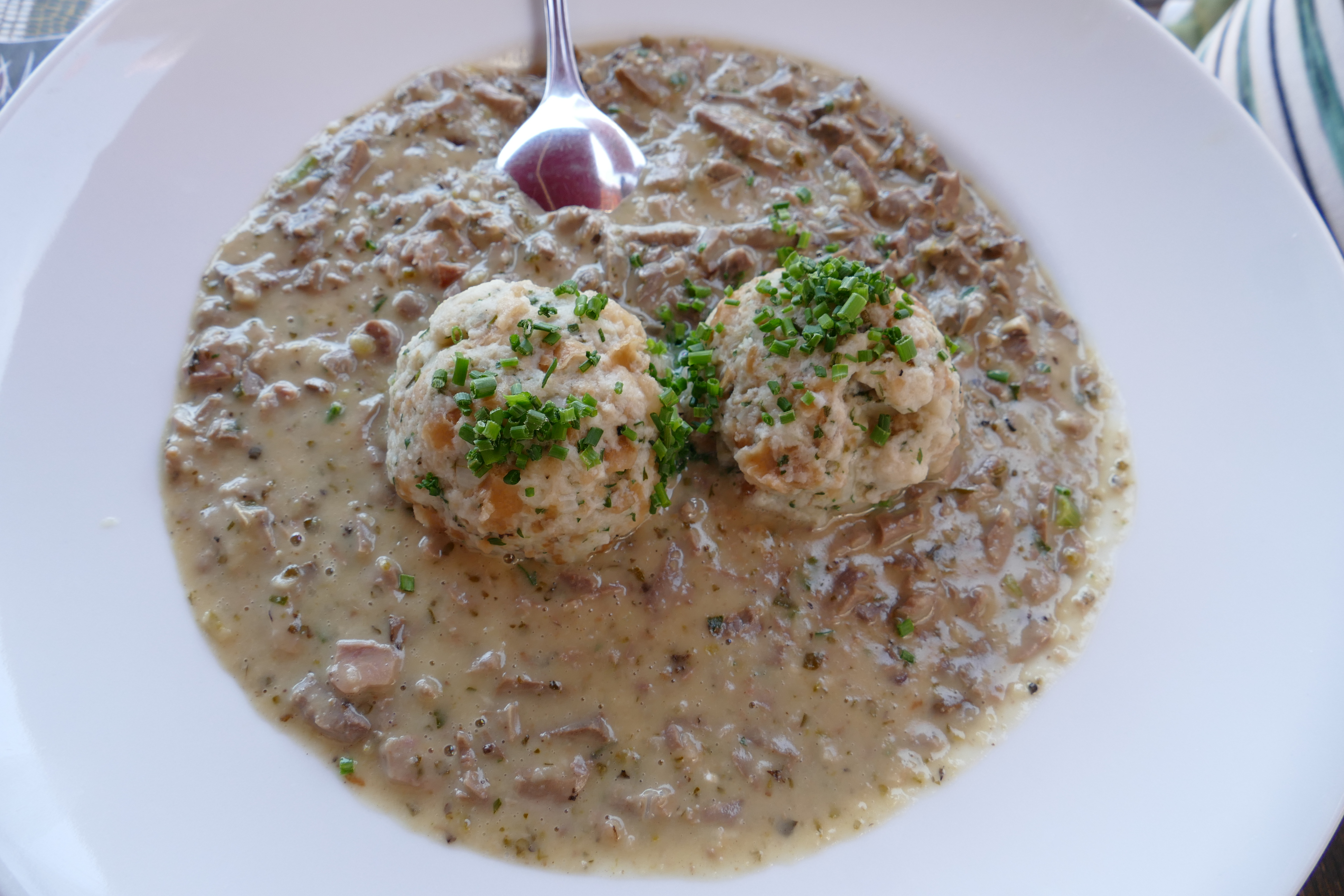
Kalbsbeuschel mit Semmelknödel

Beuschel (manchmal auch Peuschel) oder Lüngerl (Bairisch für „Herz, Lunge, Milz und Leber“) sind die oberen Eingeweide eines geschlachteten Tieres, auch von Fischen.
Das gleichnamige Gericht ist in der Regel ein Ragout aus Lunge und weiteren Innereien – wie Herz, Nieren, Milz und Zunge – von Kalb, Rind, Schwein oder Wild. Dazu wird oft eine saure Rahmsauce mit Semmelknödeln serviert. Es handelt sich um ein Gericht der Wiener Küche, ist aber in ganz Österreich, Bayern und Böhmen verbreitet.

## Name
In der österreichischen Waidmannssprache steht der Begriff für Lunge, Leber, Herz, Milz und Nieren des Wildes, das sogenannte Jägerrecht. Laut Duden geht das Wort zurück auf die frühe Bedeutung von „Bausch“ (= Wulst), mit dem Eingeweide bezeichnet wurden. Laut Historischem Lexikon Wien dürfte sich der Begriff ableiten von „pauschen, bauschen“, das heißt ‚aufblähen (der Lunge)‘. Ausgehend von Wien und Umgebung hat sich die Bezeichnung Beuschel bzw. Päuschlein auch in den westlichen Bundesländern und im Egerland gegenüber den mundartlichen Bezeichnungen „Lünglein“, „Lüngel“ oder „Lüngerl“ durchgesetzt.

## Verbreitung, Zubereitung
Beuschel, auch Beuschl, Beuscherl, Saures Lüngerl, Lungensuppe oder Lungenhaschee, bezeichnet zugleich ein Gericht der traditionellen Wiener, österreichischen, bayerischen und böhmischen Küche (pajšl). Traditionsgaststätten in Bayern und Österreich bieten Beuschel oft nach einem hauseigenen überlieferten Rezept an. In der Schweizer Küche wird ein Herz- und Lungen-Ragout vom Kalb als Gschtell bezeichnet, so das Schweizer Küchenlexikon Chuchi-Dix. In Oberfranken wird das Gericht – weil mit Essig oder Wein zubereitet – Saure Lunge mit Herz oder auch Gschling genannt; im Coburger Land ist es als „Gelüng“ bekannt.
Beuschel kann man aus nahezu allen Lungen und weiteren Innereien wie Herz, Zunge und Niere von Rind, Schwein oder Wild herstellen. Selten kommt auch Schaf oder Ziege zum Einsatz. Regionaltypisch ist entweder die Beschränkung auf Lunge alleine oder die Kombination mit den weiteren Innereien. Traditionell ist eine variantenreiche Zubereitung als Ragout aus Kalbslunge, je nach Rezept ergänzt mit Herz, Milz, Leber und/oder Zunge.
Für die Zubereitung werden Lunge und die anderen Innereien in einem sauren Sud aus Wasser, Essig, Zucker, Salz, Pfefferkörnern, Lorbeerblatt und Zwiebeln gargekocht. Danach siebt man die Würzmittel heraus und schneidet die Fleischeinlage in feine Scheibchen oder Streifen. Der Sud wird mit einer braunen Einbrenne gebunden. Zur Verfeinerung kann man etwas Schlagobers oder Crème fraîche verwenden.
Ursprünglich wurden Innereien, auch das Beuschel, vor der Hauptspeise serviert, als sogenanntes Voressen. Die klassischen Beilagen sind in Österreich entweder Semmel- oder Serviettenknödel, in Franken hingegen Kartoffelklöße oder Baumwollene Klöße und grüner Salat.

## Varianten
Fleischgerichte:
- Alt-Wiener Salonbeuschel, bestehend aus Kalbsherz und -lunge, verfeinert mit Gulaschsaft und Schlagobers oder Sauerrahm, typisch dazu sind Servietten- oder Semmelknödel.
- Weinbeuschel unterscheidet sich lediglich durch die Beimengung von etwas Rotwein, zumeist auch von Scharfem Senf.[5][6] Weinbeuschel wird von der Firma Inzersdorfer auch in Dosenform angeboten.
- Krustierte Kalbslunge ist an sich ein klassisches Beuschel, dem Eidotter zugefügt und dessen Sauce sehr dick gehalten wird. Danach lässt man die Masse in einer ausgebutterten Schüssel auskühlen, schneidet sie in daumendicke Stücke, wendet sie in Eiklar und Semmelbröseln und brät sie schließlich in Fett heraus. Das Gericht wird mit Petersilie und Zitronenscheiben serviert.[7]
- Gebratenes Kalbsgeschlinge wird von Magdaléna Dobromila Rettigová als Gericht beschrieben, in welchem Lunge, Herz und fettes Schweinefleisch zuerst gekocht, dann aber in eine Art faschierten Braten verwandelt wird.[3]
- Beuschelsuppe, auch Lungensuppe. Suppenzubereitung, bei der die Lunge in Brühe gekocht, anschließend in feine Streifen geschnitten und wieder in die Brühe gegeben wird.[2]

Fischgericht:
- Fischbeuschelsuppe, auch Wiener Karpfenbeuschelsuppe, ein klassisches Gericht der Wiener Küche, wird aus den Innereien des Karpfens (ohne Galle) zubereitet.[1]

## Redewendungen
Umgangssprachlich wird Beuschel im Wienerischen als Synonym für Lunge oder auch andere Innereien verwendet. „Da haut’s dir’s Beuschel aussi“ beschreibt den Hustenanfall nach dem ersten Lungenzug. Ein „Beuschelreißer“ ist eine etwas stärkere Zigarette. Mit einem „Beuscheltelefon“ ist ein Stethoskop gemeint.